# Hrabstwo King (Teksas)

Piramida wieku hrabstwa

Hrabstwo King – hrabstwo położone w USA w stanie Teksas. Utworzone w 1876 r. Siedzibą hrabstwa jest Guthrie. Z gęstością zaludnienia 0,09 os./km² jest trzecim najsłabiej zaludnionym hrabstwem Teksasu i należy do pięciu najsłabiej zaludnionych hrabstw Stanów Zjednoczonych (poza Alaską). W Teksasie mniejszą gęstość zaludnienia mają jedynie hrabstwa Loving i Kenedy.
Gospodarka hrabstwa zdominowana jest przez wydobycie ropy naftowej, oraz hodowlę bydła i koni. 

## CDP
- Guthrie

## Sąsiednie hrabstwa
- Hrabstwo Cottle (północ)
- Hrabstwo Foard (północny wschód)
- Hrabstwo Knox (wschód)
- Hrabstwo Stonewall (południe)
- Hrabstwo Dickens (zachód)
- Hrabstwo Haskell (południowy wschód)